# Истобинское сельское поселение
Истобинское сельское поселение — муниципальное образование в Репьёвском районе Воронежской области.
Административный центр — село Истобное.

## Административное деление
В состав поселения входят 3 населенных пункта:
- село Истобное;
- посёлок Ленинский Путь;
- посёлок Новая Жизнь.

## Население
| 2010  | 2012  | 2013  | 2014  | 2015  | 2016  | 2017  |
| ----- | ----- | ----- | ----- | ----- | ----- | ----- |
| 1383  | ↗1385 | ↗1420 | ↗1431 | ↗1438 | ↘1415 | ↗1444 |
| 2018  |       |       |       |       |       |       |
| ↗1446 |       |       |       |       |       |       |